# ماكسيميليان شومان
ماكسيميليان شومان (بالألمانية: Maximilian Schumann)‏ (و. 1827 – 1889 م)، هو مهندس ألماني، ولد في مغدبورغ، توفي عن عمر يناهز 62 عاماً.